# خدیجه مقدم
خدیجه مقدم:از شرکت کنندگان کنفرانس برلین که فعال محیط زیست، حقوق بشر و جنبش زنان در ایران است.
در سال ۲۰۱۱، نخستین جایزه حقوق بشر بوخوم در آلمان، به او اهدا شد. این جایزه به دلیل فعالیت‌های طولانی خدیجه مقدم در زمینه محیط زیست و جنبش زنان و کمپین یک میلیون امضا، مادران صلح(نام گروهی از زنان فعال درصحنه اجتماعی ایران است که در تاریخ ۱۳ آبان ۱۳۸۶ با انتشار بیانیه‌ای در نشست مطبوعاتی کانون مدافعان حقوق بشر اعلام موجودیت نمودند) و مادران پارک لاله به وی هدیه شد. او در مصاحبه‌ای ضمن ابراز تمایل پسرش به همجنسگرایی از همجنسگرایان حمایت کرد.
خدیجه مقدم عضو کمیته موقت صلح ایران بود که با پیشنهاد شیرین عبادی در سال ۱۳۸۵ تشکیل شد. او به همراه دیگر اعضای کمیته موقت صلح شورای ملی صلح را در ۲۸ آبان ۱۳۸۶ با فراخوان کانون مدافعان حقوق بشر همزمان با تشدید خطرها و احتمال حمله نظامی به ایران در پاسخ به برنامه هسته‌ای جمهوری اسلامی ایران تشکیل گردید را تشکیل دادند. خدیجه مقدم همچنین از بنیان‌گذاران مادران صلح در ایران است و برای برگزاری تجمع‌های صلح‌آمیز، احضار و مورد بازجویی قرار گرفته‌است. اتهام‌های او برگزاری تجمع و تمرد از دستور پلیس بوده‌است که در دادگاه برای برگزاری تجمع به دو سال زندان و تبدیل آن به جزای نقدی محکوم و مجبور به پرداخت آن شد.